# Gavril Grueff
Gavril Grueff (Venezia, 24 luglio 1942 – 7 luglio 2022) è stato un astronomo e astrofisico italiano.
Il Minor Planet Center gli accredita la scoperta dell'asteroide 3101 Goldberger effettuata l'11 aprile 1978 in collaborazione con Eleanor Francis Helin e Jasper V. Wall.
Il 24 maggio 2023 l'antenna parabolica da 32 m della stazione di Medicina è stata ufficialmente intitolata alla memoria del Prof. Gavril Grueff, con una cerimonia svoltasi alla presenza della dirigenza INAF durante il congresso internazionale "Bologna VLBI: life begins at 40!". 

## Biografia
Laureatosi in Fisica, dal 1965 era stato aggregato al gruppo di scienziati e tecnici di Marcello Ceccarelli che ha realizzato il primo grande progetto della radioastronomia italiana, il radiotelescopio “Croce del Nord” di Medicina. In particolare, ha partecipato attivamente alla messa a punto del ramo Est-Ovest e alla sua integrazione interferometrica con il ramo Nord-Sud cogliendo, assieme ad Alessandro Braccesi, la prima registrazione del transito allo Zenit delle sorgenti radio con  la “Croce” così completata alla vigilia di Natale 1967. Ha poi partecipato attivamente alla produzione dei cataloghi di radiosorgenti B2 e B3,  che hanno ottenuto ampi riconoscimenti e visibilità a livello internazionale, aprendo così le porte a futuri sviluppi e collaborazioni. Con i cataloghi B2 e B3, Grueff  ha portato avanti studi di cosmologia sui conteggi di radiosorgenti e ha inoltre condotto follow-up in ottico e radio ad alta risoluzione. Questo gli ha dato l’opportunità di lavorare presso il California Institute of Technology (Caltech) e migliorare la sua esperienza con l’interferometro di Owens Valley e i telescopi di Monte Palomar.
Con la creazione del Laboratorio di Radioastronomia CNR (1970), successivamente (1979) denominato Istituto (IRA), si era aperta la possibilità di apportare una modifica sostanziale alla “Croce” che, sotto la competente supervisione di Grueff, fu portata all’assetto attuale con la lunghezza del ramo Nord-Sud raddoppiata e un upgrade del sistema di acquisizione dati.
Alla fine degli anni ’70, con l’affermarsi della tecnologia di interferometria su lunghissima base VLBI (Very Long Baseline Interferometry), l’IRA si è poi orientato a entrare nella rete VLBI europea per garantire continuità nella ricerca scientifica e tecnologica e mantenere il ruolo acquisito a livello internazionale.  La richiesta di finanziamento al CNR per la realizzazione delle antenne VLBI era garantita dalle competenze tecnologiche di Grueff, che è stato infatti nominato Direttore del Progetto VLBI dell’IRA. Sono state quindi realizzate le antenne di Medicina e Noto, inaugurate rispettivamente nel 1983 e 1988, utilizzate sia per studi astronomici che geodinamici nell’ambito di una efficace collaborazione internazionale. Grueff ne ha condotto la costruzione verificandone minuziosamente le prestazioni, quali l’accuratezza di puntamento, l’efficienza delle superfici riflettenti e la stabilità dei campioni di frequenza.
A dimostrazione delle competenze e della scrupolosità con le quali Grueff si immergeva nei progetti, sia sufficiente citare che, vista la particolare natura argillosa del terreno della Stazione Radioastronomica di Medicina, sarebbe stato necessario ricorrere a una fondazione profonda composta da un insieme di pali di cemento armato a supporto di una piattaforma, anch’essa di cemento armato e perfettamente orizzontale, sulla quale ancorare una rotaia tale da assicurare il moto azimutale della pesante antenna parabolica. Gavril si procurò un testo adottato presso la Facoltà di Ingegneria e, assieme all’analisi delle proprietà fisiche del terreno, rifece i calcoli accorgendosi, per nostra fortuna, che il progetto ingegneristico commissionato era un po’ sottodimensionato e non avrebbe potuto garantire la necessaria accuratezza per il puntamento dell’antenna. Di questo, naturalmente, ne prese atto anche il progettista.
Negli anni  ’90, Grueff  ha condotto, in qualità di responsabile del progetto, lo studio di fattibilità finanziato dall’ASI per la realizzazione di SRT, e ha presentato insieme a L. Padrielli e G. Setti, la proposta di finanziamento per lo strumento al Ministero dell’Istruzione, dell’Università e della Ricerca (MIUR). Il sito attuale di SRT è stato identificato da Grueff e Setti, come già avvenuto precedentemente per l’antenna VLBI di Noto, dopo aver scartato una vicina valletta ideale a schermare le interferenze nelle bande radio perché ben protetta dai rilievi circostanti, ma troppo angusta anche nell’accesso per poter ospitare una stazione radioastronomica delle dimensioni di SRT.
Grueff  ha dato avvio al progetto SRT e per procedere in modo efficace e coordinato alla realizzazione dello strumento, ha istituito i cosiddetti gruppi di attività integrata (GAI) che comprendevano i tecnici  di Medicina, ed erano finalizzati ai vari aspetti del radiotelescopio, cioè superficie attiva, metrologia, ottiche, ricevitori, servosistemi, software. Questi sono stati affiancati dai gruppi di lavoro relativi  allo sviluppo del sito e all’operatività della Stazione, in particolare reti, terminale VLBI, supercalcolo, monitoring GPS del sito, interferenze, tempo e frequenza. Negli anni seguenti, ha continuato a lavorare attivamente al progetto come membro “esperto” nel Board di Gestione, presieduto da L. Feretti, e infine come consulente della Presidenza del Board stesso, portando le sue conoscenze e competenze a vantaggio del progetto e della radioastronomia italiana.
Già ben avanti nella carriera del personale di ricerca del CNR, Direttore f.f. dell’Istituto di Radioastronomia CNR dal 1982 al 1986, e da tale anno rappresentante italiano nel comitato U.S. VLBI Network Consortium che raggruppava prestigiosi enti di ricerca internazionale, è stato chiamato a ricoprire una posizione di professore ordinario presso il Dipartimento di Astronomia dell’Università di Bologna con l’incarico di insegnamento di Cosmologia. Lasciò questa importante posizione nel 2002 per dedicarsi completamente al progetto SRT in qualità di associato all’INAF presso l’Istituto di Radioastronomia.